# Tetraedrita-(Fe)
La tetraedrita-(Fe) és un mineral de la classe dels sulfurs que pertany al subgrup de la tetraedrita.

## Característiques
La tetraedrita-(Fe) és una sulfosal de fórmula química Cu₆(Cu₄Fe₂)Sb₄S₁₂S. Cristal·litza en el sistema isomètric.

## Formació i jaciments
Va ser descoberta a la mina Frigido, situada a la localitat de Massa, a la província de Massa i Carrara (Toscana, Itàlia). També ha estat descrita en altres indrets d'Itàlia, Àustria, Suïssa, Eslovàquia, Alemanya, Portugal, Polònia, Finlàndia, Noruega, Rússia, Austràlia, els Estats Units i el Perú.